# Capaya (paroisse civile)
Pour les articles homonymes, voir Capaya.
Capaya est l'une des huit paroisses civiles de la municipalité d'Acevedo dans l'État de Miranda au Venezuela. Sa capitale est Capaya. En 2011, sa population s'élève à 13 151 habitants.

## Géographie

### Démographie
Hormis sa capitale Capaya, la paroisse civile possède plusieurs localités :
- Caño Amarillo
- Capaya
- El Blanquillo
- El Placer
- La Caramera
- La Coruña
- La Marturelera
- La Moroches
- Los Fernández
- Los Zuritas
- Yaguapa